# André Léopold Timo
Pour les articles homonymes, voir Timo.
André Léopold Timo est un entrepreneur et grand distributeur camerounais, il est le promoteur de la chaîne de supermarchés Santa Lucia.

## Biographie

### Enfance, éducation et débuts
André Léopold Timo, de son nom complet André Léopold Djanbon Timo, est originaire de l'ouest Cameroun.

### Carrière
André Léopold Timo est le promoteur de la chaîne de supermarchés Santa Lucia,,.